# Acropyrgus
Acropyrgus is een geslacht van rechtvleugeligen uit de familie Pyrgomorphidae. De wetenschappelijke naam van dit geslacht is voor het eerst geldig gepubliceerd in 1966 door Descamps & Wintrebert.

## Soorten
Het geslacht Acropyrgus  is monotypisch en omvat slechts de volgende soort:
- Acropyrgus cadeti (Descamps & Wintrebert, 1966)